# 富ノ澤麟太郎
富ノ澤 麟太郎（とみのさわ りんたろう、本名：富澤 麟太郎、1899年3月25日 - 1925年2月24日）は、日本の小説家。

## 経歴
山形市生まれ。幼い頃に宮城県へ移り、仙台市の木町通小学校、仙台第二中学校（宮城県仙台第二高等学校の前身）に学んだ。
1918年に上京して、早稲田大学予科に学び、佐藤春夫に師事するとともに、横光利一、中山義秀と交友関係をもった。大学は結局、中退となった。
1921年に横光利一や古賀龍視などとともに同人誌『街』を立ち上げ、続く1922年には、横光利一、中山義秀、小島勗などと同人誌『塔』の創刊に参加した。

富ノ澤の作風は「新感覚派の先駆け的存在」とも評され、代表作としては、自伝的作品とされる『流星』などが挙げられる。1921年に日本で公開された『カリガリ博士』に強い影響を受け、以降、その影響を反映した作品群を残した。また、エドガー・アラン・ポーも愛読していた。
富ノ澤はワイル病（レプトスピラ症）に倒れたことがきっかけで死去したが、直接の死因は食事制限を受けていた富ノ澤に母親がヤツメウナギを食べさせたことにあったとする説もある。富ノ澤の死後、母親の妄言がきっかけとなって横光利一が佐藤春夫を非難し、後に詫びるという騒動もあった。
富ノ澤の生前には、佐藤春夫が私家版で富ノ澤の『夢と真實』の冊子を制作したことはあったが、富ノ澤の作品が正式な書籍の形で出版されることはなかった。没後十年以上を経た1936年に、横光利一の編集により、『富ノ澤麟太郎集』が沙羅書店から刊行された。

## 作品

### 単行本
- 『夢と眞實』（中井繁一刊私家版、1928年4月）

### 初出誌
- 「流星」 - 『改造』改造社、1924年10月[4]
- 「あめんちあ」 - 『改造』改造社、1925年5月[6]

### 選集編纂

#### 単著選集
- 『富ノ沢麟太郎集』（横光利一編、沙羅書店、1936年11月）
  - 「あめんちあ」「木馬の馭車」「奇怪なる實在物」「ムハメットと煙草」「セレナアド」「朱夏日語」「ニ狂人」「一世」「流星」「青柳正一の自畫像」「夢と眞實」
- 『富ノ澤麟太郎三篇』（宮内淳子編、EDI叢書、2000年9月）
  - 「奇怪なる實在物」「セレナアド」「夢と眞實」
- 『富ノ澤麟太郎文集』（馮散人(同人出版)、2014年5月）
  - 「十六桜」「秋情一景」「二狂人」「木馬の馭者」
- 『木馬の馭者 富ノ澤麟太郎作品集』（電子書籍(同人出版)、TAPIRUS、2017年12月）
  - 「ムハメットと煙草」「奇怪なる実在物」「セレナアド」「流星」「あめんちあ」「木馬の馭者」「朱夏日語」「二狂人」「一世」

#### アンソロジー等収録
「」内が富ノ澤の作品
- 『現代日本文學全集86 昭和小説集1』（筑摩書房、1957年5月） -「流星」
- 『幻想文学』22号（アトリエOCTA、1988年4月） -「セレナアド」
- 『夢÷幻視[13]=神秘 13人の作家による劇的空間 幻想・怪奇名作選』（ペンギンカンパニー、1994年10月） -「ムハメットと煙草」
- 『分身 書物の王国11』（東雅夫編、国書刊行会、1999年1月） -「あめんちあ」
- 『編年体大正文学全集 第10巻(大正10年)』（東郷克美編、ゆまに書房、2002年3月） -「奇怪なる実在物」
- 『モダニズム・ミステリ傑作選 三角形の恐怖 鼻に基く殺人 怪夢他』（長山靖生編、河出書房新社、2019年8月） -「奇怪なる実在物」
- 『ナイトランド・クォータリー』vol.22（アトリエサード、2020年9月）  -「セレナアド」